# Слава Гонконгу
«Слава Гонконгу» (кит. 願榮光歸香港; англ. Glory to Hong Kong) — песня протеста, написанная в 2019 году, во время массовых протестов в Гонконге, человеком, известным как Thomas.

## История песни
Песня на кантонском диалекте была выложена на интернет-форум LIHKG 26 августа 2019 года молодым гонконгским композитором, известным как Thomas. После обсуждения с другими на форуме автор доработал её и 31 августа 2019 года видеоролик с песней был выложен на YouTube. Песня быстро стала популярной в социальных сетях, вскоре появился её перевод на английский язык. Она стала неофициальным гимном протестующих; в частности, протестующие пели её, собираясь в торговых центрах.
В 2020 году, после подавления протестов, песня была фактически запрещена законом о национальной безопасности Китая. В июле 2020 года власти Гонконга запретили школьникам исполнять песни политического содержания, включая «Слава Гонконгу». 
Тем не менее, песня оставалась популярной. В ноябре 2022 года она была сыграна вместо гимна КНР перед матчем по регби в Южной Корее, когда команда Гонконга встретилась с командой Южной Кореи. После жалоб официальных лиц Гонконга организаторы соревнований извинились за ошибку. В том же месяце правительство Гонконга официально попросило Google сделать так, чтобы первым в результатах поиска, когда люди вводят слова «Гонконг» и «государственный гимн», появлялась не песня «Слава Гонконгу», а гимн КНР. Однако Google отказалась это гарантировать.
5 июня 2023 года Департамент юстиции Гонконга обратился за судебным запретом на распространение песни «Слава Гонконгу» на том основании, что она содержит «подстрекательские намерения», её «ошибочно принимают за национальный гимн», а также за «намерение оскорбить национальный гимн». Два дня спустя эта песня заняла восьмую позицию в чарте популярной музыки iTunes. Но iTunes и Apple Music удалили несколько версий песни, 14 июня 2023 года было обнаружено, что только тайваньская версия в исполнении группы «Chairman» осталась доступной в Apple Music и iTunes. Платформа Spotify также удалила несколько версий этой песни во второй половине дня 14 июня.
28 июля 2023 года Верховный суд Гонконга отклонил требование о запрете песни, заявив, что судебный запрет может создать сдерживающий эффект и подорвать свободу выражения мнений.